# Glashütte (Saksonia)
Glashütte – miasto w Niemczech, w kraju związkowym Saksonia, w okręgu administracyjnym Drezno, w powiecie Sächsische Schweiz-Osterzgebirge.
W latach 1697–1706 i 1709–1763 miasto wraz z Elektoratem Saksonii było połączone unią z Polską, a w latach 1807–1815 wraz z Królestwem Saksonii unią z Księstwem Warszawskim.
Za panowania króla Augusta III Sasa w Glashütte został postawiony pocztowy słup dystansowy z herbami Polski i Saksonii.
Miasto jest znane jako miejsce z tradycjami zegarmistrzowskimi. Znajduje się w nim kilkanaście manufaktur wytwarzających części zegarków oraz firmy zegarmistrzowskie.

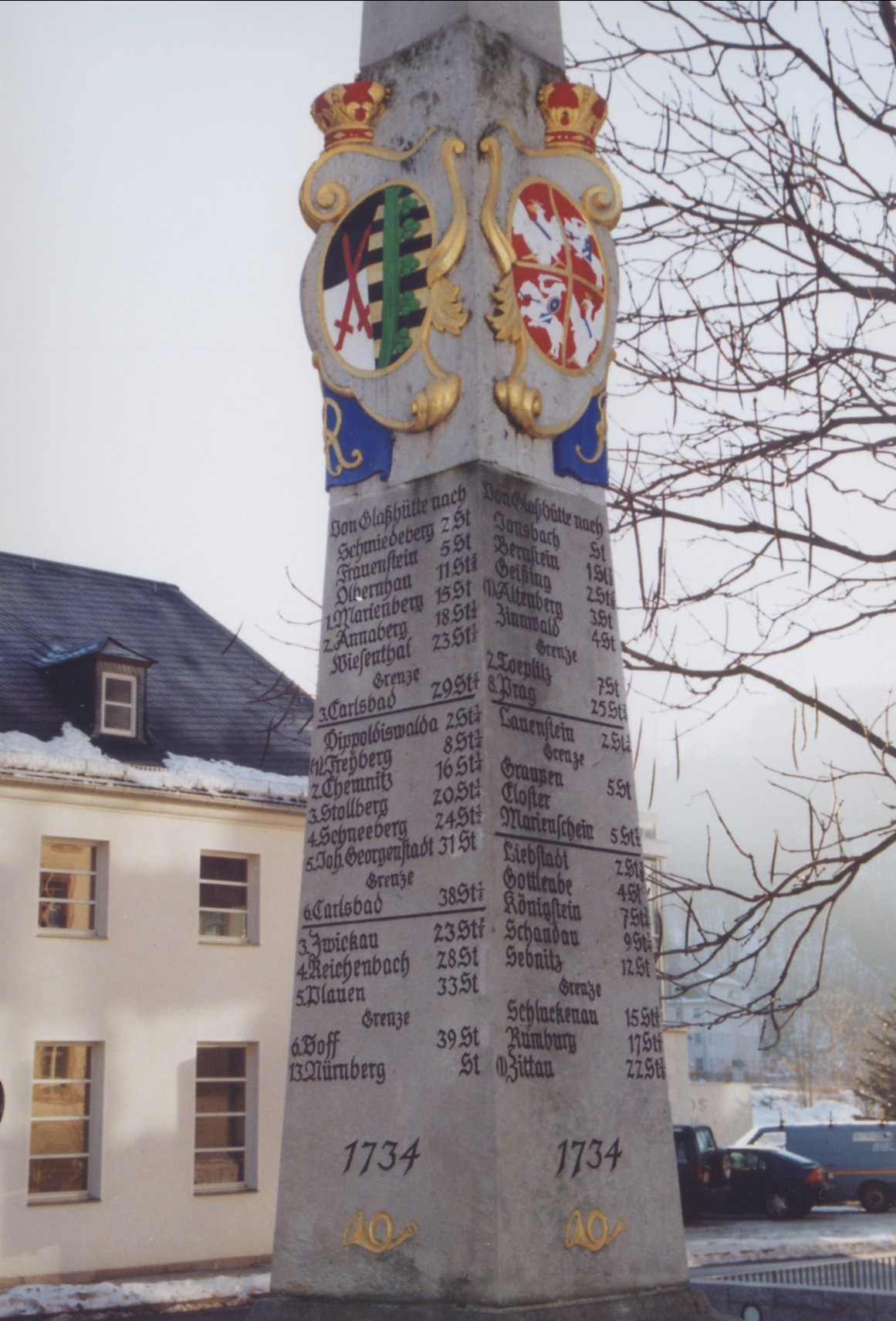
Słup dystansowy poczty polsko-saskiej z 1734 roku

## Współpraca
Miejscowości partnerskie:
- Chrząstowice, Polska (kontakty utrzymuje dzielnica Reinhardtsgrimma)
- Schramberg, Badenia-Wirtembergia
- Villingendorf, Badenia-Wirtembergia (kontakty utrzymuje dzielnica Reinhardtsgrimma)